# Septicollarina hemiechinata
Septicollarina hemiechinata är en armfotingsart som beskrevs av Zezina 1981. Septicollarina hemiechinata ingår i släktet Septicollarina och familjen Aulacothyropsidae. Inga underarter finns listade i Catalogue of Life.